# 802 Easy Luck
『802 Easy Luck』（エイトオーツー イージーラック）は、FM802で2020年8月6日から2023年3月30日まで放送されていたラジオ番組。DJは田中乃絵。

## 概要
2020年8月6日より開始された番組。番組のキャッチコピーは「深夜に『気楽に、ゆったり（=Easy）』に楽しめる3時間。音楽はもちろん様々な「幸運な出会い（=Luck）」をお届けするボーダーレスプログラム」。

## 放送時間
- 木曜 0:00 - 3:00（水曜深夜）

## 主なコーナー
Fanicon MIDNIGHT SESSION
0時台
毎週1組のアーティストが「●●愛」を語る。
Table Talk Cafe
0時台
リスナーより「誰かに聞いてほしいエピソード」をテーマにメッセージを募集する。
いーじーくっきんぐ
1時台
調理師免許を持つ田中が簡単レシピを紹介する。
The Orchard Japan Music Picks
1時台
The Orchard Japanのレコメンドから、当番組がおすすめするアーティストをピックアップする。